# Jonathan Coulton
Jonathan Coulton (* 1. prosince 1970, New York City, Spojené státy) je americký zpěvák a skladatel, známý písničkami o geekovské kultuře a použitím internetu k přitáhnutí fanoušků. Jeho nejpopulárnější písničky jsou „Code Monkey“, „Re: Your Brains“, „Still Alive“ a „Want You Gone“.
Bývalý počítačový programátor zaměstnaný v Cluenu, newyorské softwarové společnosti, a samozvaný geek, píše nepředvídatelné, volné texty o science fiction a technologii.

## Diskografie

### Studiová alba
- Smoking Monkey (2003)
- Where Tradition Meets Tomorrow (2004)
- Our Bodies, Ourselves, Our Cybernetic Arms (2005)
- Thing a Week One (2006)
- Thing a Week Two (2006)
- Thing a Week Three (2006)
- Thing a Week Four (2006)
- Artificial Heart (2011)
- Solid State (2017)
- Some Guys (2019)

### Kompilace
- JoCo Looks Back (2008)
- Best. Concert. Ever. (live album – 2009)

### Další
- Other Experiments (kolekce autorových raritních songů, 2005)
- Unplugged (živě ve hře Second Life, 2006)
- The Orange Box Original Soundtrack (2007)
  - 1. „Still Alive“ (zpívá Ellen McLain)
  - 19. „Still Alive“ (zpívá Jonathan Coulton)
- The Aftermath (2009)
- Portal 2 Soundtrack: Songs to Test By – Volume 3 (2011)
  - 13. „Want You Gone“ (zpívá Ellen McLain)